# 정조실록
《정종대왕실록》(正宗大王實錄)은 정조 재위 기간의 실록이다. 원 명칭은 《정종문성무열성인장효대왕실록》(正宗文成武烈聖仁莊孝大王實錄), 줄여서 《정종실록》 또는 《정조실록》이라고도 한다.